# Berruornis
Az Berruornis a madarak (Aves) osztályának a bagolyalakúak (Strigiformes) rendjéhez, a Sophiornithidae családjához tartozó kihalt nem.

## Megjelenése
Testhossza kb. akkora mint egy mai uhunak (Bubo bubo).

## Lelőhelyei
Maradványait a mai Franciaország területén találták meg.

## Kihalása
A késő paleocén korban halt ki.

## Fajok
A nembe az alábbi egy faj tartozott:
- Berruornis orbisantiqui[1][3]